# Bernardika
Bernardika je žensko osebno ime.

## Izvor imena
Ime Bernardika je različica ženskega osebnega imena Bernarda.

## Pogostost imena
Po podatkih Statističnega urada Republike Slovenije je bilo na dan 31. decembra 2007 v Sloveniji število ženskih oseb z imenom Bernardika: 41.

## Osebni praznik
Osebe z imenom Bernardika lahko god|godujejo takrat kot Bernarde.